# Herman Hack
Herman Hack, nato Herman Hackenjos (Panola, 15 giugno 1899 – Hollywood, 19 ottobre 1967), è stato un attore statunitense.
Partecipò, spesso non accreditato, a più di 600 film dal 1929 al 1966.

## Biografia
Herman Hack nacque a Panola, in Illinois, il 15 giugno 1899. Debuttò al cinema agli inizi degli anni trenta e in televisione agli inizi degli anni cinquanta.

### Vita privata
Era il padre dell'attrice Dorothy Hack. Morì a Hollywood il 19 ottobre 1967 e fu seppellito al Forest Lawn Memorial Park di Hollywood Hills.

## Filmografia

### Cinema
- The Border Wildcat, regia di Ray Taylor (1929)
- Beyond the Rio Grande, regia di Harry S. Webb (1930)
- Cow boy per forza (Way Out West), regia di Fred Niblo (1930)
- Red Fork Range, regia di Alan James (1931)
- Pueblo Terror, regia di Alan James (1931)
- Near the Trail's End, regia di Wallace Fox (1931)
- The Hurricane Horseman, regia di Armand Schaefer (1931)
- Border Law, regia di Louis King (1931)
- The One Way Trail, regia di Ray Taylor (1931)
- Shotgun Pass, regia di J.P. McGowan (1931)
- I moschettieri del West (Cavalier of the West), regia di John P. McCarthy (1931)
- Ghost City, regia di Harry L. Fraser (1932)
- The Fighting Fool (1932)
- Battling Buckaroo (1932)
- Texas Cyclone (1932)
- Mason of the Mounted (1932)
- Law of the North (1932)
- The Boiling Point (1932)
- Son of Oklahoma (1932)
- McKenna of the Mounted (1932)
- Outlaw Justice (1932])
- Hidden Valley (1932)
- Texas Buddies (1932)
- Malay Nights (1932)
- Young Blood (1932)
- Forbidden Trail (1932)
- Lucky Larrigan (1932)
- Crashin' Broadway (1932)
- When a Man Rides Alone, regia di J.P. McGowan (1933)
- Man of Action, regia di George Melford (1933)
- Breed of the Border, regia di Robert N. Bradbury
- The Whirlwind (1933)
- Diamond Trail (1933)
- The Fighting Cowboy (1933)
- The Lone Avenger (1933)
- Rusty Rides Alone (1933)
- The Gallant Fool (1933)
- Fighting with Kit Carson (1933)
- Rainbow Ranch (1933)
- The Fighting Parson (1933)
- Narcotic (1933)
- The Mystery Squadron (1933)
- Lightning Range (1934)
- The Rawhide Terror (1934)
- The Whirlwind Rider (1934)
- Nevada Cyclone (1934)
- The Border Menace (1934)
- Romance Revier (1934)
- Rawhide Romance (1934)
- Arizona Cyclone (1934)
- Twisted Rails (1934)
- Acciaio blu (Blue Steel) (1934)
- L'invincibile dello Utah (The Man from Utah) (1934)
- Sundown Trail (1934)
- Il cavaliere muto (Randy Rides Alone) (1934)
- Range Riders (1934)
- Fighting Hero (1934)
- Fighting Through, regia di Harry L. Fraser (1934)
- The Man from Hell (1934)
- The Law of the Wild (1934)
- The Way of the West, regia di Robert Emmett Tansey (1934)
- Frontier Days (1934)
- Il mistero del ranch (In Old Santa Fe) (1934)
- La frontiera senza legge (The Lawless Frontier) (1934)
- Terror of the Plains (1934)
- Sotto i cieli dell'Arizona ('Neath the Arizona Skies) (1934)
- Western Justice, regia di Robert N. Bradbury (1934)
- Lightning Triggers (1935)
- The Phantom Cowboy (1935)
- Il bandito della California (Unconquered Bandit) (1935)
- Loser's End (1935)
- Kid Courageous (1935)
- I gangsters del Texas (Texas Terror) (1935)
- Blazing Guns (1935)
- Wolf Riders (1935)
- Defying the Law, regia di Robert J. Horner (1935)
- Big Calibre (1935)
- The Outlaw Tamer (1935)
- Cuore di bandito (The Cyclone Ranger) (1935)
- Rainbow Valley (1935)
- Born to Battle (1935)
- Smokey Smith (1935)
- The Cowboy and the Bandit (1935)
- Cyclone of the Saddle (1935)
- Un sentiero nel deserto (The Desert Trail) (1935)
- Tombstone Terror (1935)
- The Tia Juana Kid (1935)
- Gun Smoke, regia di Bartlett A. Carre (1935)
- Fighting Caballero (1935)
- Toll of the Desert (1935)
- The Silver Bullet (1935)
- The Laramie Kid (1935)
- Cavaliere all'alba (The Dawn Rider) (1935)
- Paradise Canyon (1935)
- Outlawed Guns (1935)
- Arizona Trails (1935)
- Il volontario del pericolo (Rio Rattler) (1935)
- Trails of the Wild (1935)
- Sundown Saunders (1935)
- Western Frontier (1935)
- Verso il West! (Westward Ho) (1935)
- No Man's Range (1935)
- Tumbling Tumbleweeds (1935)
- Heir to Trouble (1935)
- The Throwback (1935)
- Melody Trail (1935)
- La terra promessa (The New Frontier) (1935)
- Terra di fuorilegge (Lawless Range) (1935)
- The Ivory-Handled Gun (1935)
- The Law of 45's (1935)
- The Irish Gringo (1935)
- The Courageous Avenger (1935)
- Trail of Terror (1935)
- Bulldog Courage, regia di Sam Newfield (1935)
- Pantere rosse (Custer's Last Stand) (1936)
- Lucky Terror (1936)
- Fast Bullets (1936)
- Border Caballero (1936)
- Red River Valley (1936)
- Desert Phantom (1936)
- Heroes of the Range (1936)
- Outlaws of the Range (1936)
- Lightnin' Bill Carson (1936)
- Rogue of the Range (1936)
- Roamin' Wild (1936)
- Last of the Warrens (1936)
- Hearts in Bondage (1936)
- Gun Grit (1936)
- Il cavaliere senza paura (The Fugitive Sheriff) (1936)
- Everyman's Law (1936)
- The Riding Avenger (1936)
- Guns and Guitars (1936)
- Sulle orme del vento (Winds of the Wasteland) (1936)
- The Idaho Kid (1936)
- The Vigilantes Are Coming (1936)
- The Traitor, regia di Sam Newfield (1936)
- Cavalcade of the West (1936)
- Ambush Valley (1936)
- Ghost-Town Gold (1936)
- Sangue selvaggio (Wild Brian Kent) (1936)
- Law and Lead (1936)
- Fury Below (1936)
- The Phantom of the Range (1936)
- Rio Grande Ranger (1936)
- The Old Corral (1936)
- Stormy Trails (1936)
- Battle of Greed (1937)
- Valley of Terror (1937)
- Arizona Days (1937)
- The Gambling Terror (1937)
- Santa Fe Rides (1937)
- Borderland (1937)
- Round-Up Time in Texas (1937)
- Old Louisiana (1937)
- Hit the Saddle (1937)
- Git Along Little Dogies (1937)
- Trail of Vengeance (1937)
- Bar-Z Bad Men (1937)
- Whistling Bullets (1937)
- The Law Commands (1937)
- Law of the Ranger (1937)
- Gun Lords of Stirrup Basin (1937)
- Sing, Cowboy, Sing (1937)
- Reckless Ranger (1937)
- Yodelin' Kid from Pine Ridge (1937)
- North of the Rio Grande (1937)
- Doomed at Sundown (1937)
- Heroes of the Alamo (1937)
- The Rangers Step In (1937)
- Black Aces (1937)
- Stars Over Arizona (1937)
- Arizona Gunfighter (1937)
- Moonlight on the Range (1937)
- L'espresso delle Montagne Rocciose (Where Trails Divide) (1937)
- Roll Along, Cowboy (1937)
- Thunder Trail (1937)
- The Mysterious Pilot (1937)
- The Singing Outlaw (1937)
- West of Rainbow's End (1938)
- La legge dei bruti (Partners of the Plains) (1938)
- The Purple Vigilantes (1938)
- Border Wolves, regia di Joseph H. Lewis (1938)
- Frontier Town (1938)
- Rolling Caravans (1938)
- Duello col pirata nero (The Secret of Treasure Island) (1938)
- Pattuglia eroica (State Police) (1938)
- The Last Stand (1938)
- Code of the Rangers, regia di Sam Newfield (1938)
- The Feud Maker (1938)
- Under Western Stars (1938)
- Whirlwind Horseman (1938)
- Gun Law, regia di David Howard (1938)
- Gunsmoke Trail (1938)
- Phantom Ranger (1938)
- Western Trails, regia di George Waggner (1938)
- Border G-Man (1938)
- Stagecoach Days (1938)
- The Great Adventures of Wild Bill Hickok (1938)
- Gold Mine in the Sky (1938)
- Flaming Frontiers (1938)
- On the Great White Trail (1938)
- The Utah Trail (1938)
- Black Bandit (1938)
- Law of the Texan (1938)
- Gun Packer (1938)
- Six-Gun Trail (1938)
- Western Jamboree (1938)
- California Frontier (1938)
- Tough Kid (1938)
- Shine On, Harvest Moon (1938)
- The Lone Ranger Rides Again (1939)
- Rollin' Westward (1939)
- Silver on the Sage (1939)
- Texas Wildcats (1939)
- Frontier Pony Express (1939)
- Le avventure di Cisco Kid (Return of the Cisco Kid) (1939)
- Mountain Rhythm (1939)
- Down the Wyoming Trail (1939)
- Western Caravans (1939)
- In Old Caliente (1939)
- Nuove frontiere (New Frontier) (1939)
- Range War (1939)
- The Fighting Renegade (1939)
- The Arizona Kid (1939)
- Trigger Fingers, regia di Sam Newfield (1939)
- Law of the Pampas (1939)
- The Marshal of Mesa City (1939)
- Chip of the Flying U, regia di Ralph Staub (1939)
- South of the Border (1939)
- The Cheyenne Kid, regia di Bernard B. Ray (1940)
- Bullets for Rustlers (1940)
- Pioneers of the West (1940)
- Phantom Rancher (1940)
- Ghost Valley Raiders (1940)
- Covered Wagon Trails (1940)
- Covered Wagon Days (1940)
- Land of the Six Guns (1940)
- Rocky Mountain Rangers (1940)
- Frontier Crusader (1940)
- Lucky Cisco Kid (1940)
- Wild Horse Range (1940)
- The Carson City Kid (1940)
- Deadwood Dick (1940)
- Billy the Kid Outlawed (1940)
- Stage to Chino (1940)
- The Ranger and the Lady (1940)
- Gun Code (1940)
- The Tulsa Kid (1940)
- Billy the Kid in Texas (1940)
- Under Texas Skies (1940)
- Frontier Vengeance (1940)
- Bar Buckaroos (1940)
- Riders of Black Mountain (1940)
- The Trail Blazers (1940)
- Eldorado (Melody Ranch) (1940)
- Three Men from Texas (1940)
- Ad est di Rio Pinto (West of Pinto Basin) (1940)
- Law and Order (1940)
- Lone Star Raiders (1940)
- Riders from Nowhere (1940)
- The Lone Rider Rides On (1941)
- The Kid's Last Ride (1941)
- Ridin' the Cherokee Trail (1941)
- Outlaws of the Rio Grande (1941)
- Back in the Saddle (1941)
- L'orma rossa (Sign of the Wolf) (1941)
- Two Gun Sheriff (1941)
- Tumbledown Ranch in Arizona (1941)
- The Singing Hill (1941)
- Sheriff of Tombstone (1941)
- Il cavaliere della città fantasma (The Lone Rider in Ghost Town) (1941)
- Saddlemates (1941)
- Desert Bandit (1941)
- Wrangler's Roost (1941)
- The Gang's All Here (1941)
- Law of the Range (1941)
- Gangs of Sonora (1941)
- Billy the Kid in Santa Fe (1941)
- The Texas Marshal (1941)
- The Son of Davy Crockett (1941)
- Sunset in Wyoming (1941)
- Wanderers of the West (1941)
- The Lone Rider in Frontier Fury (1941)
- Outlaws of Cherokee Trail (1941)
- Riders of the Timberline (1941)
- Stick to Your Guns (1941)
- Twilight on the Trail (1941)
- King of the Texas Rangers (1941)
- A Missouri Outlaw (1941)
- Il convegno dei banditi (Billy the Kid's Round-Up) (1941)
- Forbidden Trails, regia di Robert N. Bradbury (1941)
- Arizona Terrors (1942)
- Stagecoach Buckaroo (1942)
- Il mistero dei tre sosia (Billy the Kid Trapped) (1942)
- Down Rio Grande Way (1942)
- Boot Hill Bandits (1942)
- I cacciatori dell'oro (The Spoilers) (1942)
- The Phantom Plainsmen (1942)
- Tumbleweed Trail (1942)
- Prairie Gunsmoke (1942)
- Il vendicatore del Texas (1942)
- Riders of the West (1942)
- Sheriff of Sage Valley (1942)
- Arizona Stage Coach (1942)
- Border Roundup (1942)
- Overland to Deadwood (1942)
- Along the Sundown Trail (1942)
- La corriera dell'ovest (Overland Stagecoach) (1942)
- The Lone Prairie (1942)
- Dawn on the Great Divide (1942)
- Lost Canyon (1942)
- Fighting Frontier (1943)
- Hoppy Serves a Writ (1943)
- Border Patrol (1943)
- The Ghost Rider (1943)
- Saddles and Sagebrush (1943)
- West of Texas (1943)
- I conquistatori del West (Buckskin Empire) (1943)
- Ciclone del West (Western Cyclone) (1943)
- Leather Burners (1943)
- Cowboy Commandos (1943)
- Wolves of the Range, regia di Sam Newfield (1943)
- Frontier Fury (1943)
- The Stranger from Pecos (1943)
- Law of the Saddle (1943)
- Robin Hood of the Range (1943)
- Cattle Stampede (1943)
- The Renegade, regia di Sam Newfield (1943)
- Blazing Frontier (1943)
- La città rubata (The Kansan) (1943)
- Hail to the Rangers (1943)
- Outlaws of Stampede Pass (1943)
- The Man from the Rio Grande (1943)
- The Return of the Rangers (1943)
- I cavalieri del diavolo (Devil Riders) (1943)
- Phony Express (1943)
- Boss of Rawhide (1943)
- Canyon City (1943)
- Riders of the Deadline (1943)
- Klondike Kate (1943)
- The Vigilantes Ride (1943)
- Gun to Gun (1944)
- Raiders of the Border (1944)
- Beneath Western Skies (1944)
- Frontier Outlaws (1944)
- Sundown Valley (1944)
- Thundering Gun Slingers (1944)
- Outlaw Trail (1944)
- La staffetta della morte (The Pinto Bandit) (1944)
- Lumberjack (1944)
- La valle della vendetta (Valley of Vengeance) (1944)
- The Tiger Woman, regia di Spencer Gordon Bennet e Wallace Grissell (1944)
- Trial by Trigger (1944)
- Mystery Man (1944)
- Tarzan contro Tarzan (The Drifter) (1944)
- The Last Horseman (1944)
- Forty Thieves (1944)
- Fuzzy Settles Down (1944)
- Trigger Trail (1944)
- Call of the Rockies (1944)
- Raiders of Ghost City (1944)
- The San Antonio Kid (1944)
- The Utah Kid (1944)
- Stagecoach to Monterey (1944)
- Gangsters of the Frontier (1944)
- Code of the Prairie (1944)
- Wild Horse Phantom (1944)
- Sheriff of Sundown (1944)
- Vigilantes of Dodge City (1944)
- La frusta nera di Zorro (Zorro's Black Whip) (1944)
- The Old Texas Trail (1944)
- Oath of Vengeance (1944)
- Saddle Leather Law (1944)
- The Big Bonanza (1944)
- Sheriff of Las Vegas (1944)
- Lightning Raiders (1945)
- The Topeka Terror (1945)
- His Brother's Ghost (1945)
- Marked for Murder (1945)
- Sheriff of Cimarron (1945)
- Law of the Badlands (1945)
- The Return of the Durango Kid (1945)
- Shadows of Death (1945)
- Corpus Christi Bandits (1945)
- Beyond the Pecos (1945)
- Renegades of the Rio Grande (1945)
- Gangster's Den (1945)
- Fiamme sul Far West (Flame of the West) (1945)
- Trail of Kit Carson (1945)
- Three in the Saddle (1945)
- La bella avventura (West of the Pecos) (1945)
- Stagecoach Outlaws (1945)
- Bandits of the Badlands (1945)
- Outlaws of the Rockies (1945)
- Prairie Rustlers (1945)
- Navajo Kid (1945)
- Lonesome Trail (1945)
- The Cherokee Flash (1945)
- Drifting Along (1946)
- The Phantom Rider (1946)
- Frontier Gunlaw (1946)
- California Gold Rush, regia di R.G. Springsteen (1946)
- Roaring Rangers (1946)
- Moon Over Montana (1946)
- I forzati del mare (Two Years Before the Mast) (1946)
- Gentlemen with Guns (1946)
- La terra dei senza legge (Badman's Territory) (1946)
- Thunder Town (1946)
- The Caravan Trail (1946)
- West of the Alamo (1946)
- Terrors on Horseback (1946)
- Rainbow Over Texas (1946)
- Bascomb il mancino (Bad Bascomb) (1946)
- Two-Fisted Stranger (1946)
- In Old Sacramento (1946)
- Ghost of Hidden Valley (1946)
- The Gentleman from Texas (1946)
- I rinnegati (Renegades) (1946)
- Colorado Serenade (1946)
- The Desert Horseman (1946)
- Red River Renegades (1946)
- Heading West (1946)
- Overland Riders (1946)
- Rio Grande Raiders (1946)
- Trigger Fingers, regia di Lambert Hillyer (1946)
- 'Neath Canadian Skies (1946)
- The Devil's Playground (1946)
- Landrush (1946)
- Stars Over Texas (1946)
- Wild West (1946)
- The Fighting Frontiersman (1946)
- Stagecoach to Denver (1946)
- Rinnegata (Renegade Girl) (1946)
- Raiders of the South, regia di Lambert Hillyer (1947)
- Son of Zorro (1947)
- South of the Chisholm Trail (1947)
- Last Frontier Uprising (1947)
- Over the Santa Fe Trail (1947)
- Law of the Lash (1947)
- The Lone Hand Texan, regia di Ray Nazarro (1947)
- Homesteaders of Paradise Valley, regia di R.G. Springsteen (1947)
- Yankee Fakir, regia di W. Lee Wilder (1947)
- Land of the Lawless, regia di Lambert Hillyer (1947)
- Border Feud (1947)
- Hollywood Barn Dance (1947)
- The Marauders, regia di George Archainbaud (1947)
- Under the Tonto Rim (1947)
- Il ritorno di Jess il bandito (Jesse James Rides Again) (1947)
- Marshal of Cripple Creek (1947)
- Along the Oregon Trail (1947)
- Stage to Mesa City (1947)
- Return of the Lash (1947)
- Prairie Express (1947)
- The Fighting Vigilantes (1947)
- Under Colorado Skies (1947)
- Trail of the Mounties (1947)
- Adventures of Gallant Bess (1948)
- Il solitario del Texas (Albuquerque) (1948)
- The Westward Trail (1948)
- Partners of the Sunset (1948)
- Whirlwind Raiders (1948)
- L'eroica legione (The Gallant Legion) (1948)
- Daniele tra i pellirosse (The Dude Goes West) (1948)
- Triggerman (1948)
- Borrowed Trouble (1948)
- Back Trail (1948)
- L'uomo del Colorado (The Man from Colorado) (1948)
- Silver Trails (1948)
- Dead Man's Gold (1948)
- Son of God's Country (1948)
- Black Eagle (1948)
- The Sheriff of Medicine Bow (1948)
- Sundown in Santa Fe (1948)
- Giovanna d'Arco (Joan of Arc) (1948)
- Hidden Danger (1948)
- The Valiant Hombre (1948)
- La frusta nera (Outlaw Country) (1949)
- Rustlers (1949)
- Gun Law Justice (1949)
- I fratelli di Jess il bandito (The Younger Brothers) (1949)
- Solo contro il mondo (The Doolins of Oklahoma) (1949)
- Inferno di fuoco (Hellfire) (1949)
- The Blazing Trail (1949)
- Masked Raiders (1949)
- The James Brothers of Missouri (1949)
- Roaring Westward (1949)
- Bandits of El Dorado (1949)
- Il capitano Gary (Deputy Marshal) (1949)
- Ranger of Cherokee Strip (1949)
- L'inafferrabile (Fighting Man of the Plains) (1949)
- Powder River Rustlers (1949)
- Riders in the Sky (1949)
- Cowboy and the Prizefighter (1949)
- The Traveling Saleswoman (1950)
- Fence Riders (1950)
- Trail of the Rustlers (1950)
- Riders of the Range (1950)
- Sfida alla legge (Dakota Lil) (1950)
- Mule Train (1950)
- L'amante del bandito (Singing Guns) (1950)
- Over the Border (1950)
- Cody of the Pony Express (1950)
- Cow Town (1950)
- L'orda selvaggia (The Savage Horde) (1950)
- Colt.45 (1950)
- Hills of Oklahoma (1950)
- Sterminio sul grande sentiero (The Iroquois Trail) (1950)
- Beyond the Purple Hills (1950)
- La Strade di Ghost Town (Streets of Ghost Town) (1950)
- Il passo del diavolo (Devil's Doorway) (1950)
- The Missourians (1950)
- Una manciata d'odio (Short Grass) (1950)
- Mani insanguinate (Sierra Passage) (1950)
- Silver City Bonanza (1951)
- Canyon Raiders (1951)
- Don Daredevil Rides Again (1951)
- Whirlwind (1951)
- Snake River Desperadoes (1951)
- L'isola dell'uragano (Hurricane Island) (1951)
- Oklahoma Justice (1951)
- Arizona Manhunt (1951)
- The Hills of Utah (1951)
- Whistling Hills (1951)
- Honeychile (1951)
- Lo sceriffo dalla frusta d'acciaio (The Vanishing Outpost) (1951)
- Desert of Lost Men (1951)
- I violenti dell'Oregon (The Longhorn) (1951)
- Il cavaliere del deserto (Man in the Saddle) (1951)
- Captain Video, Master of the Stratosphere (1951)
- Stage to Blue River (1951)
- The Old West (1952)
- Il passo di Forte Osage (Fort Osage) (1952)
- Rancho Notorious (1952)
- Wild Horse Ambush (1952)
- Donne fuorilegge (Outlaw Women) (1952)
- Wagon Team (1952)
- Il massacro di Tombstone (Toughest Man in Arizona) (1952)
- Canyon Ambush (1952)
- Wyoming Roundup (1952)
- La grande sparatoria (The Raiders) (1952)
- La ribelle del West (The Redhead from Wyoming) (1953)
- Il diario di un condannato (The Lawless Breed) (1953)
- La meticcia di Sacramento (The Man Behind the Gun) (1953)
- Pistole infallibili (Born to the Saddle) (1953)
- La pattuglia delle giubbe rosse (Fort Vengeance) (1953)
- Straniero in patria (Jack McCall Desperado) (1953)
- Goldtown Ghost Riders (1953)
- Sangue sul fiume (Powder River) (1953)
- Il terrore del Golden West (Son of Belle Starr) (1953)
- The Marshal's Daughter (1953)
- L'ultima resistenza (The Last Posse) (1953)
- Pack Train (1953)
- The Fighting Lawman (1953)
- La vendetta di Kociss (Conquest of Cochise) (1953)
- Last of the Pony Riders (1953)
- Non sparare baciami! (Calamity Jane) (1953)
- Bitter Creek (1954)
- Lo sceriffo senza pistola (The Boy from Oklahoma) (1954)
- Un pizzico di follia (Knock on Wood) (1954)
- Una pistola che canta (The Lone Gun) (1954)
- Un killer per lo sceriffo (The Forty-Niners) (1954)
- Desperado (The Desperado) (1954)
- Al di là del fiume (Drums Across the River) (1954)
- Man with the Steel Whip (1954)
- I giustizieri del Kansas (Masterson of Kansas) (1954)
- Sangue di Caino (The Road to Denver) (1955)
- Alamo (The Last Command) (1955)
- L'arma che conquistò il West (The Gun That Won the West) (1955)
- La meticcia di fuoco (Apache Woman) (1955)
- Gli ostaggi (A Man Alone) (1955)
- Conta fino a tre e prega (Count Three and Pray) (1955)
- Sangue caldo (Man with the Gun) (1955)
- Last of the Desperados (1955)
- Gunpoint: terra che scotta (At Gunpoint) (1955)
- Nessuno mi fermerà (Top Gun) (1955)
- I rapinatori del passo (Fury at Gunsight Pass) (1956)
- Tramonto di fuoco (Red Sundown) (1956)
- L'ovest selvaggio (A Day of Fury) (1956)
- Le 22 spie dell'Unione (The Great Locomotive Chase) (1956)
- Colline nude (The Naked Hills) (1956)
- La storia del generale Houston (The First Texan) (1956)
- Il mercenario della morte (Gunslinger) (1956)
- Pistola nuda (Frontier Gambler) (1956)
- Il ribelle torna in città (Rebel in Town) (1956)
- Blazing the Overland Trail (1956)
- Vita di una commessa viaggiatrice (The First Traveling Saleslady) (1956)
- La carne e lo sperone (Flesh and the Spur) (1956)
- Il giro del mondo in 80 giorni (Around the World in Eighty Days) (1956)
- La legge del Signore (Friendly Persuasion) (1956)
- Rappresaglia (Reprisal!) (1956)
- Drango (1957)
- Il pistolero dell'Utah (Utah Blaine) (1957)
- La belva del colorado (Fury at Showdown) (1957)
- Il cerchio della vendetta (Shoot-Out at Medicine Bend) (1957)
- Petrolio rosso (The Oklahoman) (1957)
- La maschera nera di Cedar Pass (The Last Stagecoach West) (1957)
- L'arma della gloria (Gun Glory) (1957)
- Jeff Blain il figlio del bandito (Outlaw's Son) (1957)
- Giustizia senza legge (Black Patch) (1957)
- Copper Sky (1957)
- Bill il bandito (The Parson and the Outlaw) (1957)
- Pistolero senza onore (Gun Battle at Monterey) (1957)
- Decisione al tramonto (Decision at Sundown) (1957)
- La leggenda vichinga (The Saga of the Viking Women and Their Voyage to the Waters of the Great Sea Serpent) (1957)
- L'uomo della valle (Man from God's Country) (1958)
- The Notorious Mr. Monks (1958)
- Cole il fuorilegge (Cole Younger, Gunfighter) (1958)
- I fuorilegge di Tombstone (The Toughest Gun in Tombstone) (1958)
- Il cavaliere azzurro della città dell'oro (The Lone Ranger and the Lost City of Gold) (1958)
- Johnny, l'indiano bianco (The Light in the Forest) (1958)
- Il sentiero della violenza (Gunman's Walk) (1958)
- Il terrore del Texas (Terror in a Texas Town) (1958)
- Dove la terra scotta (Man of the West) (1958)
- Lo sceriffo è solo (Frontier Gun) (1958)
- Domani m'impiccheranno (Good Day for a Hanging) (1959)
- Le dodici pistole del West (Plunderers of Painted Flats) (1959)
- Il pistolero di Laredo (Gunmen from Laredo) (1959)
- Ultima notte a Warlock (Warlock) (1959)
- Il volto del fuggiasco (Face of a Fugitive) (1959)
- I ribelli del Kansas (The Jayhawkers!) (1959)
- A Dog's Best Friend (1959)
- Il diavolo in calzoncini rosa (Heller in Pink Tights) (1960)
- Rivolta indiana nel West (Oklahoma Territory) (1960)
- Una corda per il pistolero (Noose for a Gunman) (1960)
- Un piede nell'inferno (One Foot in Hell) (1960)
- Pugni, pupe e pepite (North to Alaska) (1960)
- Pistole fiammeggianti (Gun Fight) (1961)
- Vincitori e vinti (Judgment at Nuremberg) (1961)
- L'uomo che uccise Liberty Valance (The Man Who Shot Liberty Valance) (1962)
- Il collare di ferro (Showdown) (1963)
- Furia del West (The Gun Hawk) (1963)
- La legge dei fuorilegge (Law of the Lawless) (1964)
- 7 Faces of Dr. Lao (1964)
- L'uomo che non sapeva amare (The Carpetbaggers) (1964)
- Pistola veloce (The Quick Gun) (1964)
- Taggart 5000 dollari vivo o morto (Taggart) (1964)
- Shenandoah, la valle dell'onore (Shenandoah) (1965)
- La carovana dell'alleluia (The Hallelujah Trail) (1965)
- Cat Ballou (1965)
- Requiem per un pistolero (Requiem for a Gunfighter) (1965)
- La città senza legge (Town Tamer) (1965)
- Dollari maledetti (The Bounty Killer) (1965)
- Rancho bravo (The Rare Breed) (1966)
- Jesse James Meets Frankenstein's Daughter (1966)
- An Eye for an Eye (1966)

### Televisione
- Roy Rogers (The Roy Rogers Show) – serie TV, 3 episodi (1951-1952)
- Le avventure di Gene Autry (The Gene Autry Show) – serie TV, 10 episodi (1950-1955)
- Le avventure di Rex Rider (The Range Rider) – serie TV, 18 episodi (1951-1953)
- Cisco Kid (The Cisco Kid) – serie TV, 5 episodi (1951-1954)
- Hopalong Cassidy – serie TV, 5 episodi (1952-1954)
- The Adventures of Kit Carson – serie TV, un episodio (1952)
- Wild Bill Hickok (Adventures of Wild Bill Hickok) – serie TV, 4 episodi (1953-1958)
- The Ford Television Theatre – serie TV, un episodio (1953)
- Cowboy G-Men – serie TV, un episodio (1953)
- Le avventure di Rin Tin Tin (The Adventures of Rin Tin Tin) – serie TV, 6 episodi (1954-1955)
- Annie Oakley – serie TV, 13 episodi (1954-1956)
- Death Valley Days – serie TV, 7 episodi (1954-1964)
- Public Defender – serie TV, un episodio (1954)
- Stories of the Century – serie TV, 2 episodi (1954)
- Le avventure di Campione (The Adventures of Champion) – serie TV, episodi 1x11-1x16 (1955-1956)
- Buffalo Bill, Jr. – serie TV, 10 episodi (1955-1956)
- Il sergente Preston (Sergeant Preston of the Yukon) – serie TV, 4 episodi (1955-1956)
- Gunsmoke – serie TV, 51 episodi (1955-1966)
- Crown Theatre with Gloria Swanson – serie TV, un episodio (1955)
- Mickey Rooney Show (The Mickey Rooney Show) – serie TV, episodio 1x33 (1955)
- I racconti del West (Zane Grey Theater) – serie TV, 3 episodi (1956-1960)
- Screen Directors Playhouse – serie TV, episodio 1x18 (1956)
- Telephone Time – serie TV, un episodio (1956)
- Cavalcade of America – serie TV, un episodio (1956)
- Trackdown – serie TV, 2 episodi (1957-1958)
- Le leggendarie imprese di Wyatt Earp (The Life and Legend of Wyatt Earp) – serie TV, 10 episodi (1957-1960)
- Have Gun - Will Travel – serie TV, 14 episodi (1957-1963)
- Big-Foot Wallace – film TV (1957)
- Broken Arrow – serie TV, 3 episodi (1957)
- Tales of Wells Fargo – serie TV, 2 episodi (1957)
- Corky, il ragazzo del circo (Circus Boy) – serie TV, 3 episodi (1957)
- Casey Jones – serie TV, un episodio (1957)
- Maverick – serie TV, 2 episodi (1957)
- Cimarron City – serie TV, 4 episodi (1958-1959)
- The Restless Gun – serie TV, episodi 1x24-2x32 (1958-1959)
- Rescue 8 – serie TV, 5 episodi (1958-1959)
- Bat Masterson – serie TV, 7 episodi (1958-1960)
- The Texan – serie TV, 3 episodi (1958-1960)
- Disneyland – serie TV, 5 episodi (1958-1960)
- Tombstone Territory – serie TV, 2 episodi (1958)
- Sky King – serie TV, un episodio (1958)
- Johnny Ringo – serie TV, 5 episodi (1959-1960)
- Laramie – serie TV, 4 episodi (1959-1960)
- The Deputy – serie TV, 4 episodi (1959-1960)
- Ricercato vivo o morto (Wanted: Dead or Alive) – serie TV, 4 episodi (1959-1960)
- Carovane verso il west (Wagon Train) – serie TV, 12 episodi (1959-1964)
- Bonanza – serie TV, 31 episodi (1959-1966)
- Tumbleweed: Baron of Purgatory – serie TV, un episodio (1959)
- Black Saddle – serie TV, un episodio (1959)
- Yancy Derringer – serie TV, 3 episodi (1959)
- Outlaws – serie TV, 3 episodi (1960-1962)
- Gli uomini della prateria (Rawhide) – serie TV, 10 episodi (1960-1964)
- La valle dell'oro (Klondike) – serie TV, episodi 1x04-1x11 (1960)
- The Tall Man – serie TV, 5 episodi (1961-1962)
- Sugarfoot – serie TV, un episodio (1961)
- Two Faces West – serie TV, un episodio (1961)
- Whispering Smith – serie TV, episodi 1x05-1x11 (1961)
- Il virginiano (The Virginian) – serie TV, 13 episodi (1962-1965)
- Frontier Circus – serie TV, un episodio (1962)
- Dakota (The Dakotas) – serie TV, episodio 1x10 (1963)
- Daniel Boone – serie TV, 2 episodi (1964-1965)
- Destry – serie TV, un episodio (1964)
- Laredo – serie TV, 2 episodi (1965-1966)
- La grande vallata (The Big Valley) – serie TV, 4 episodi (1965-1966)
- Cavaliere solitario (The Loner) – serie TV, 2 episodi (1965)